# 丘马什人
丘马什人（Chumash）是美国加利福尼亚州中部和南部沿海地区的原住民，聚居地位于圣路易斯奥比斯波、圣巴巴拉、文图拉和洛杉矶县的部分地区，从北部的莫罗贝延伸到南部的马里布，包括海峡群岛的圣克鲁斯、圣罗莎和圣米格尔这三个岛屿，此外也在缺乏稳定水源的阿纳卡帕岛定期居住。

## 历史

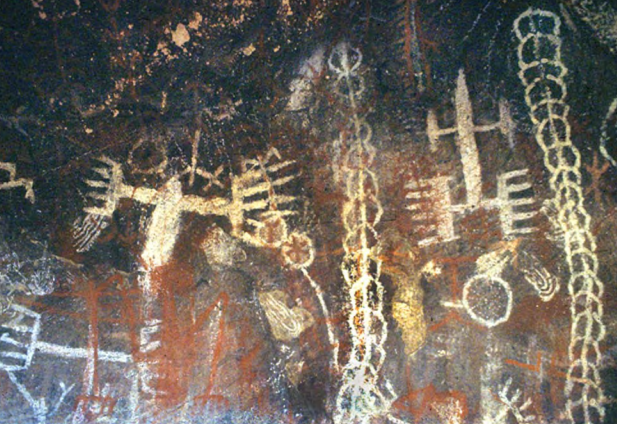
西米谷的丘马什象形文字可追溯到公元500年

公元前7000年至4500年的“Millingstone Horizon”时期遗址发现了丘马什人活动痕迹。“Chumash ”的意思是“珠子制作者”或“贝壳人”，他们会使用Callianax biplicata的壳制作串珠。
随着中世紀溫暖時期的到来，丘马什人人口激增。在西方传教士抵达之前，他们拥有150多个村庄。波利尼西亚人可能在公元400年至800年间曾到过丘马什人的领地，比哥伦布早了近1000年。 丘马什先进的独木舟“tomol ”设计见于整个波利尼西亚群岛，此外还有一些比较语言学的证据。

### 西班牙到来和传教时期（1542-1834）

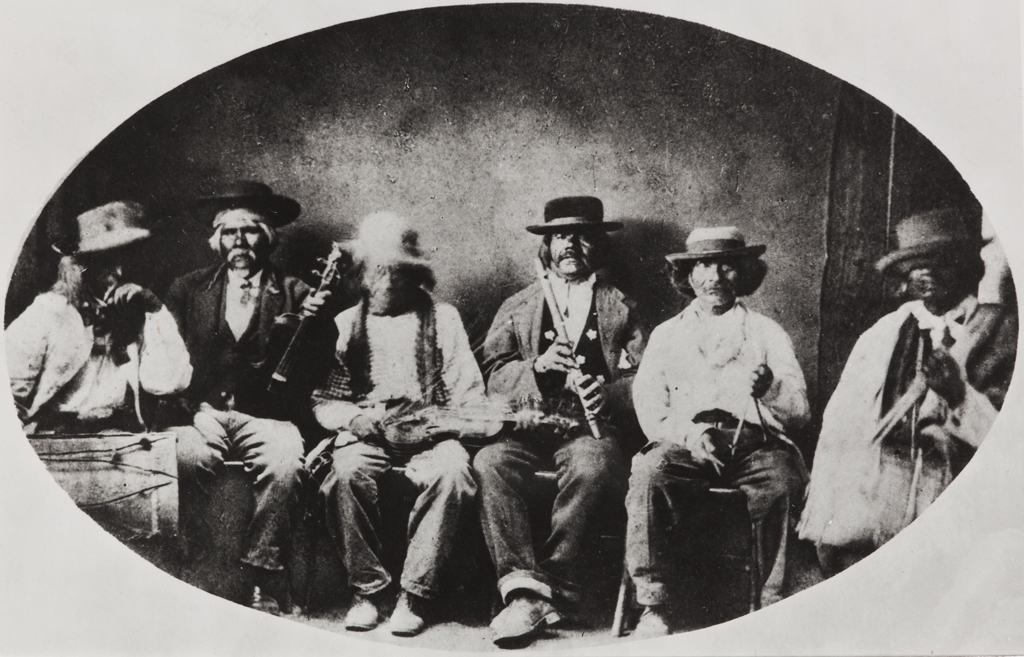
1873年圣布埃纳文图拉教堂的丘马什音乐家

1542年，西班牙人胡安·罗德里格斯·卡布里略成为第一个与上加利福尼亚沿海部落接触的欧洲人。卡布里略死后被埋葬在圣米格尔岛，但他的手下带回了一本日记，其中记载了许多丘马什村庄的名称和人口数量。西班牙由此开始宣告对这片区域（现在的加利福尼亚州）的所有权，但直到1769年才第一批西班牙士兵和传教士才抵达这里。到1770年底，他们已经在丘马什人所在地南部的圣地亚哥和北部的蒙特雷建立了传教处和军事要塞。
随着欧洲人的到来，丘马什人和他们的传统生活方式受到了前所未有的冲击。圣路易斯奥比斯波传教士所（Mission San Luis Obispo de Tolosa）成立于1772年，是在丘马什地区的第一个传教所，也是其五个传教所中最北的。下一个成立的是1782年的、位于圣克拉拉河河口附近太平洋海岸的圣布埃纳文图拉传教所（Mission San Buenaventura）。同样位于太平洋海岸的还有1786年成立的圣巴巴拉传教所（Mission Santa Barbara）。 布里斯玛·康塞普西翁传教所（Mission La Purisima Concepción）于1789年在圣巴巴拉北部到圣路易斯奥比斯波沿线建立。最后一个圣伊内斯传教所（Mission Santa Ynez）于1804年在圣伊内斯河沿岸建立。大多数丘马什人都在1772年至1806年间加入了一个或多个传教所，但海峡群岛的大部分土著居民直到1816年才加入。

### 墨西哥时代（1834-1848）
墨西哥于1834年控制了这些传教所。丘马什人要么逃往内地，要么被新的管理者奴役。他们很多都在墨西哥的大牧场上进行繁重的劳动。1849年后，随着人口减少和移民者的抢夺，大部分丘马什人失去了他们的土地。1855年100多名剩余的丘马什人被安置在圣伊内斯传教所附近的一小块120 acre（49 ha）的土地上，这片土地最终成为唯一的丘马什保留地。

### 美国时代（1848-）

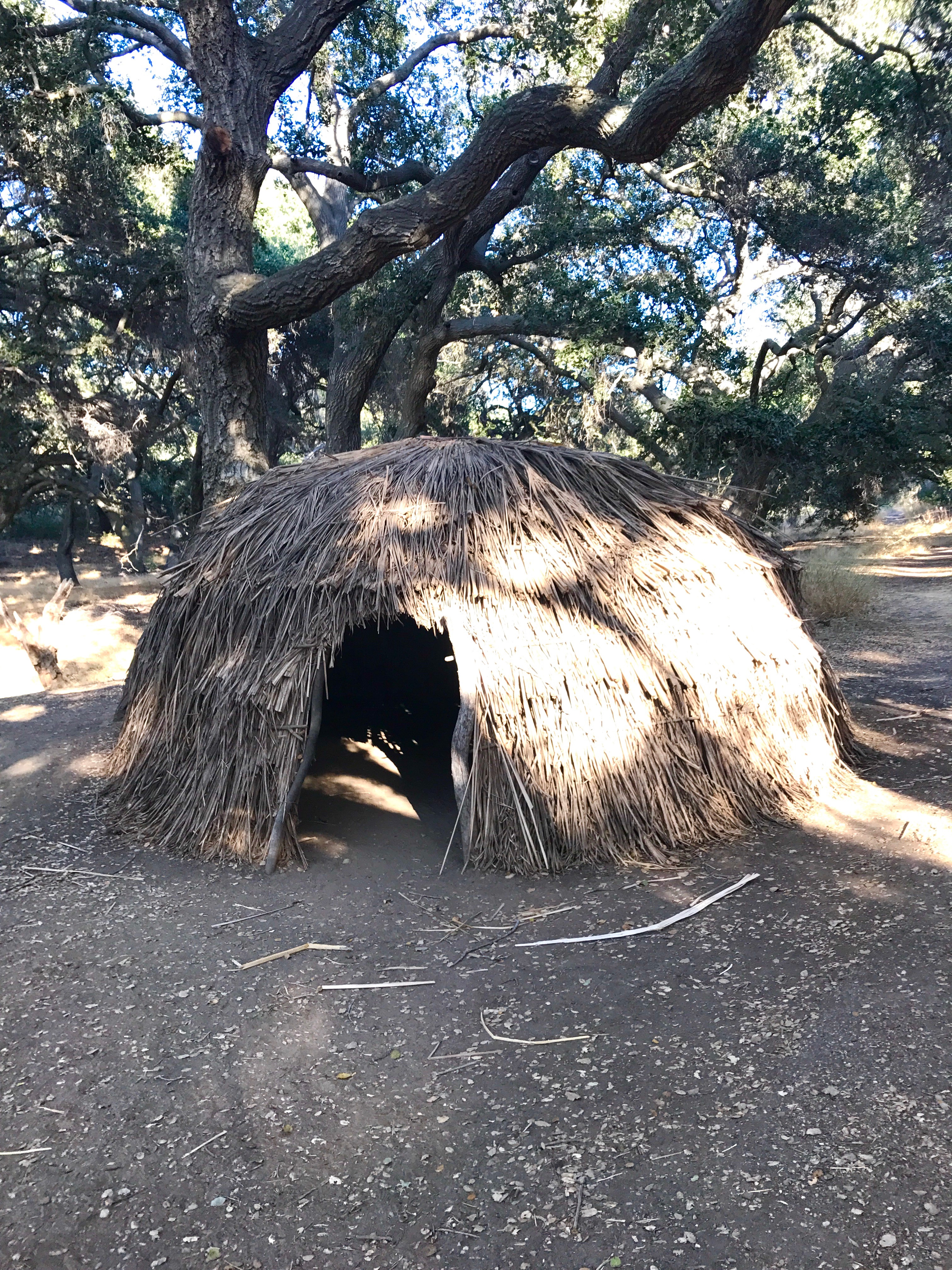
丘马什印第安博物馆重建的丘马什小屋

1901年，丘马什人的圣伊内斯保留地（Santa Ynez Reservation）正式成立，但自1965年最后一位讲丘马什语（Barbareño language）的土著玛丽· 伊（Mary Yee）去世后，不再有丘马什人懂得说自己的母语。1970年代开始，一些丘马什人开始追溯自己的血统并弘扬其传统文化。

## 人口
殖民者抵达前丘马什人口数量有许多说法。人类学家阿尔弗雷德·路易斯·克鲁伯认为1770年的人口可能约为10,000，艾伦·布朗（Alan K. Brown）认为约为15,000。舍伯恩·库克（Sherburne F. Cook）曾给出多个预测值，为8,000、13,650、20,400或18,500。
一些学者认为，在1542至1769年间由于与西班牙船员的间歇性接触导致疾病传入，丘马什人口也许已经大幅下降。最后，他们几乎被美国的加利福尼亚种族灭绝所消灭。1900年，他们的人数下降到200人，而目前估计在2,000到5,000之间。
传统丘马什社会的人口结构相当复杂，一大特点是其“Aqi性别”。“Aqi”是丘马什人的是第三种性别，其生理上是男性，但从事女性工作并穿着女性服装。这一性别的存在可能与同性恋有关。

## 语言
历史上曾存在多种丘马什语，这在语言学家约翰·皮博迪·哈灵顿未发表的田野笔记中很详细的记录，但现在已经不存在任何丘马什母语人士。丘马什语中记载比较多的是巴爾巴雷諾語（Barbareño） 、伊內澤諾語（Ineseño）和文圖雷諾語（Ventureño）、奧比斯佩諾語（Obispeño）等。

## 文化
在西方传教士抵达之前，他们拥有150多个村庄，有多种方言。他们懂得制作篮子、串珠，会使用草药，存在岩石艺术。他们拥有萨满，会观测星象，订制日历。

### 神话

丘马什的岩画

丘马什人的世界观的核心是万物有灵。根据托马斯·布莱克本（Thomas Blackburn），丘马什人没有創世神話，但苏珊·桑特里（Susan Suntree）说丘马什人“假设宇宙有三层或五层。人类占据了由两条巨蛇撑起来的中间区域”，他们认为史前人（First People）被洪水毁灭，之后才是现在的历史。
人类的中层世界（'antap ）通过泉水和沼泽与下层世界 ( C'oyinahsup ) 相连，通过山脉与上层世界（Alapay）相连。下层世界生活着蛇、青蛙、蝾螈。当支撑中层世界的蛇扭动时，世界会发生地震。水生生物也与下层世界的力量有联系，并且常出现在丘马什的岩石艺术中。上层世界生活着“天人”（sky people）居住的地方，主要形象为太阳、月亮、蜥蜴、天空狼（Sky Coyote）和鹰。太阳是生命之源，也是疾病和死亡之源。

### 篮子

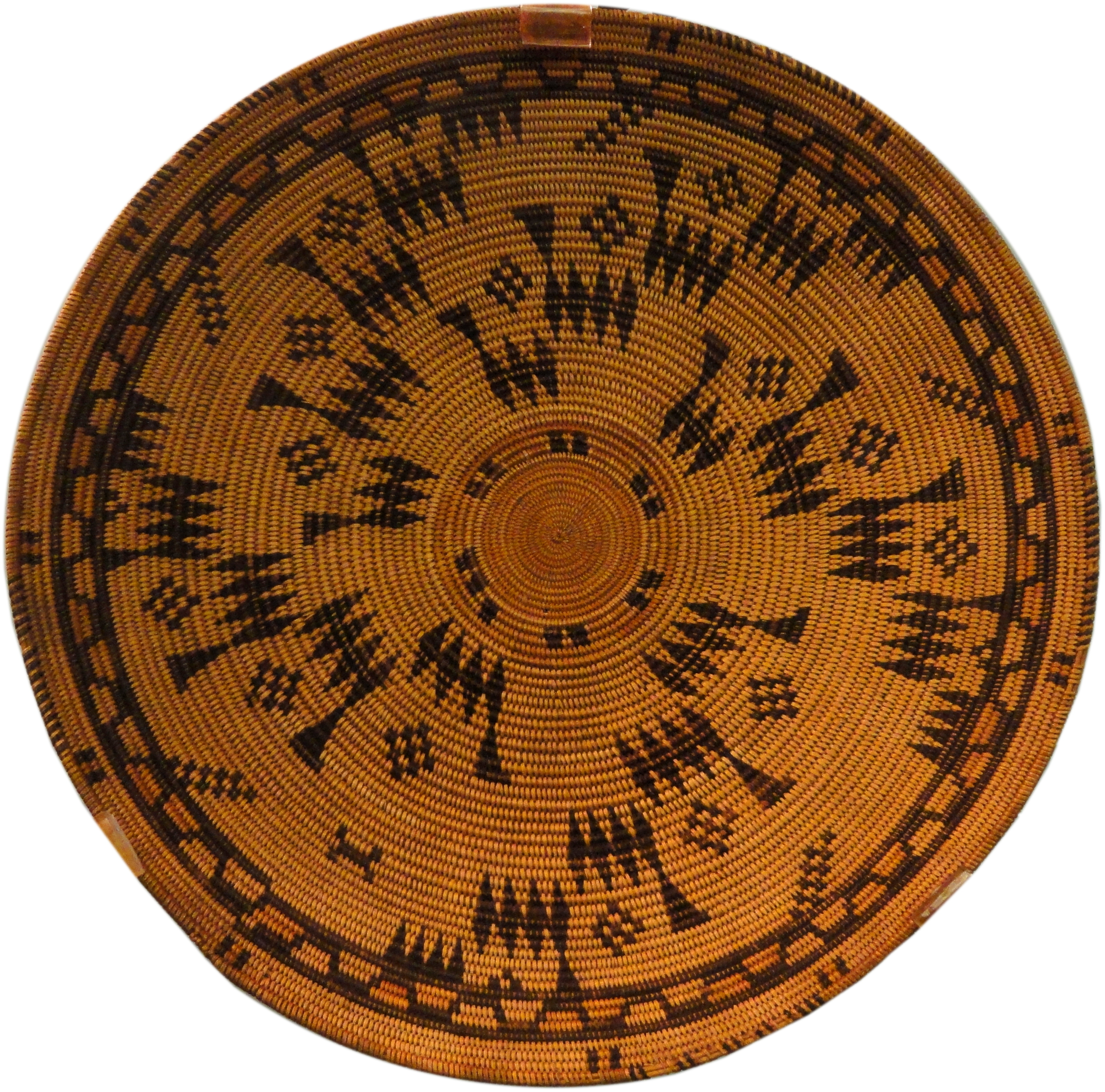
丘马什篮子

人类学家收集过不少丘马什人制作的篮子，现藏于史密森尼学会、人類博物館等不少博物馆中。

### 串珠
丘马什人会使用Callianax biplicata的壳制作串珠，并将其用作货币，整个上加利福尼亚州都有发现这种货币。

### 食物
水獭和海豹等海洋动物是沿海丘马什居民的主要食物，但也有研究表示他们会用这些动物换取内陆的食物，如鹿肉。此外还有食用各种鲍鱼、蛤蜊和海蜗牛。橡子是一种重要的植物性食物，会被丘马什人磨碎并煮成汤。他们还会用Malosma laurina的干燥果实制成面粉。

### 草药
丘马什人懂得使用草药，比如他们会使用厚叶圣草治疗呼吸不畅，用Malosma laurina的根皮制作治疗痢疾的草药茶。
丘马什人会使用圣曼陀罗制作的药水来进行成人礼。当一个男孩8岁时，他的母亲会给他准备一杯这种药水。这应该为了保证其精神健康，但一些男孩会被这种曼陀罗属植物毒死。